# Europees kampioenschap voetbal vrouwen 2013 (kwalificatie) - Groep 5
In de kwalificatierondes voor het Europees kampioenschap voetbal vrouwen 2013 - Groep 5 werd door vijf landen gestreden om één ticket voor het eindtoernooi. Tevens kon de nummer 2 zich kwalificeren voor play-offs waar alsnog een ticket te verdienen viel, of wanneer het de beste nummer twee van de gehele kwalificatie bleek te zijn, kon het een rechtstreeks ticket voor het eindtoernooi krijgen. Dit bleek voor Oekraïne niet het geval, het was veroordeeld tot play-offs. Nummer 1 Finland won de groep en plaatste zich zo voor het EK.

## Stand
| Nr. | Land        | Wedstrijden | Wedstrijden | Wedstrijden | Wedstrijden | Doelpunten | Doelpunten | Doelpunten | Punten |
| --- | ----------- | ----------- | ----------- | ----------- | ----------- | ---------- | ---------- | ---------- | ------ |
| Nr. | Land        | G           | W           | G           | V           | V          | T          | Saldo      | Punten |
| 1   | Finland     | 8           | 6           | 1           | 1           | 22         | 4          | +18        | 19     |
| 2   | Oekraïne    | 8           | 5           | 1           | 2           | 18         | 4          | +14        | 16     |
| 3   | Wit-Rusland | 8           | 4           | 1           | 3           | 10         | 17         | -7         | 13     |
| 4   | Slowakije   | 8           | 3           | 1           | 4           | 8          | 7          | +1         | 10     |
| 5   | Estland     | 8           | 0           | 0           | 8           | 5          | 31         | -26        | 0      |

## Wedstrijden
NB: Alle tijden zijn in Midden-Europese Tijd.
|                        |                                 |       |            |                                                                     |
| 25 augustus 2011 15:30 | Wit-Rusland                     | 2 – 1 | Estland    | Gorodskoi Stadion, Molodechno Scheidsrechter: Floarea Ionescu (ROU) |
| 25 augustus 2011 15:30 | Novikova 31' Aniskovtseva 45+1' |       | 71' Emajõe | Gorodskoi Stadion, Molodechno Scheidsrechter: Floarea Ionescu (ROU) |

|                         |           |       |                                       |                                                                 |
| 18 september 2011 18:00 | Estland   | 1 – 4 | Oekraïne                              | Lilleküla Arena, Tallinn Scheidsrechter: Aneliya Sinabova (BUL) |
| 18 september 2011 18:00 | Aarna 89' |       | 2', 21' Djatel 9', 19' Apanasjtsjenko | Lilleküla Arena, Tallinn Scheidsrechter: Aneliya Sinabova (BUL) |

|                       |          |       |           |                                                                                                   |
| 22 oktober 2011 15:00 | Oekraïne | 0 – 0 | Slowakije | State Olympic educational sport Centre "Chernigiv", Tsjernihiv Scheidsrechter: Dilan Gökçek (TUR) |
| 22 oktober 2011 15:00 |          |       |           | State Olympic educational sport Centre "Chernigiv", Tsjernihiv Scheidsrechter: Dilan Gökçek (TUR) |

|                       |                                                    |       |         |                                                       |
| 22 oktober 2011 18:00 | Finland                                            | 6 – 0 | Estland | ISS Stadion, Vantaa Scheidsrechter: Morag Pirie (SCO) |
| 22 oktober 2011 18:00 | Sällström 33', 62', 71' Saari 48', 87' Sjölund 55' |       |         | ISS Stadion, Vantaa Scheidsrechter: Morag Pirie (SCO) |

|                       |                                   |       |         |                                                                                |
| 26 oktober 2011 16:00 | Slowakije                         | 3 – 1 | Estland | The Slovak FA National Training Centre, Senec Scheidsrechter: Amy Rayner (ENG) |
| 26 oktober 2011 16:00 | Klechová 18', 45' Škorvánková 27' |       | 4' Loo  | The Slovak FA National Training Centre, Senec Scheidsrechter: Amy Rayner (ENG) |

|                       |                       |       |                    |                                                                |
| 27 oktober 2011 13:00 | Wit-Rusland           | 2 – 2 | Finland            | Gorodskoi Stadion, Molodechno Scheidsrechter: Rhona Daly (IRL) |
| 27 oktober 2011 13:00 | Avchimovitsj 42', 51' |       | 15', 50' Sällström | Gorodskoi Stadion, Molodechno Scheidsrechter: Rhona Daly (IRL) |

|                        |                                          |       |             |                                                                                  |
| 19 november 2011 16:00 | Slowakije                                | 3 – 0 | Wit-Rusland | The Slovak FA National Training Centre, Senec Scheidsrechter: Tanja Schett (AUT) |
| 19 november 2011 16:00 | Bojdová 52' Klechová 71' Bartovičová 89' |       |             | The Slovak FA National Training Centre, Senec Scheidsrechter: Tanja Schett (AUT) |

|                        |          |                 |             |                                                             |
| 24 november 2011 14:00 | Oekraïne | 0 – 1           | Wit-Rusland | Sport Complex, Sebastopol Scheidsrechter: Amy Rayner, (ENG) |
| 24 november 2011 14:00 |          | 5' Aniskovtseva |             | Sport Complex, Sebastopol Scheidsrechter: Amy Rayner, (ENG) |

|                     |           |                     |         |                                                                                  |
| 31 maart 2012 17:30 | Slowakije | 0 – 1               | Finland | The Slovak FA National Training Centre, Senec Scheidsrechter: Gyöngyi Gaál (HUN) |
| 31 maart 2012 17:30 |           | 90' (e.d.) Kolenová |         | The Slovak FA National Training Centre, Senec Scheidsrechter: Gyöngyi Gaál (HUN) |

|                    |                                                     |       |         |                                                                            |
| 5 april 2012 18:00 | Oekraïne                                            | 5 – 0 | Estland | Sport Complex, Sebastopol Scheidsrechter: Mihaela Gurdon Basimamović (CRO) |
| 5 april 2012 18:00 | Apanasjtsjenko 18', 28', 70' Pekoer 30' Tsjorna 33' |       |         | Sport Complex, Sebastopol Scheidsrechter: Mihaela Gurdon Basimamović (CRO) |

|                    |                           |       |           |                                                           |
| 5 april 2012 18:30 | Finland                   | 2 – 0 | Slowakije | ISS Stadion, Vantaa Scheidsrechter: Carina Vitulano (ITA) |
| 5 april 2012 18:30 | Alanen 24' Tolvanen 90+1' |       |           | ISS Stadion, Vantaa Scheidsrechter: Carina Vitulano (ITA) |

|                    |                      |       |                                     |                                                         |
| 16 juni 2012 15:00 | Estland              | 2 – 4 | Wit-Rusland                         | Tehvandi, Otepää Scheidsrechter: Esther Azzopardi (MLT) |
| 16 juni 2012 15:00 | Aarna 49' Õunpuu 59' |       | 46', 63' Sjramok 72', 87' Boezonova | Tehvandi, Otepää Scheidsrechter: Esther Azzopardi (MLT) |

|                    |                |       |                  | |
| 16 juni 2012 17:00 | Oekraïne       | 1 – 2 | Finland          | State Olympic educational sport Centre "Chernigiv", Tsjernihiv Scheidsrechter: Bibiana Steinhaus (GER) |
| 16 juni 2012 17:00 | Chodyrjeva 69' |       | 35', 85' Talonen | State Olympic educational sport Centre "Chernigiv", Tsjernihiv Scheidsrechter: Bibiana Steinhaus (GER) |

|                    |                                                              |       |             |                                                                |
| 20 juni 2012 18:00 | Finland                                                      | 4 – 0 | Wit-Rusland | Finnair Stadium, Helsinki Scheidsrechter: Esther Staubli (SUI) |
| 20 juni 2012 18:00 | Kukkonen 23' Talonen 48' Puranen 58' Sjölund 39' (pen.), 61' |       |             | Finnair Stadium, Helsinki Scheidsrechter: Esther Staubli (SUI) |

|                    |                    |       |                          |                                                                                    |
| 20 juni 2012 19:00 | Slowakije          | 0 – 2 | Oekraïne                 | The Slovak FA National Training Centre, Senec Scheidsrechter: Efthalia Mitsi (GRE) |
| 20 juni 2012 19:00 | Ondrušová 28', 31' |       | 16' Djatel 57' Romanenko | The Slovak FA National Training Centre, Senec Scheidsrechter: Efthalia Mitsi (GRE) |

|                        |         |                             |           |                                                                |
| 25 augustus 2012 15:00 | Estland | 0 – 2                       | Slowakije | Haapsalu, Haapsalu Scheidsrechter: Donka Jeleva-Terzieva (BUL) |
| 25 augustus 2012 15:00 |         | 24' Hmírová 47' Škorvánková |           | Haapsalu, Haapsalu Scheidsrechter: Donka Jeleva-Terzieva (BUL) |

|                         |             |                                                                         |          |                                                                                   |
| 15 september 2012 17:00 | Wit-Rusland | 0 – 5                                                                   | Oekraïne | Spartakstadion, Mahiljow Toeschouwers: 300 Scheidsrechter: Pernilla Larsson (SWE) |
| 15 september 2012 17:00 |             | 28', 32' Apanasjtsjenko 57' Djatel 65' Vorontsova 81' (pen.) Chodyrjeva |          | Spartakstadion, Mahiljow Toeschouwers: 300 Scheidsrechter: Pernilla Larsson (SWE) |

|                         |         |                                                  |         |                                                                                |
| 15 september 2012 15:00 | Estland | 0 – 5                                            | Finland | A. Le Coq Arena, Tallinn Toeschouwers: 300 Scheidsrechter: Lilach Asulin (ISR) |
| 15 september 2012 15:00 |         | 7' Puranen 13' 61', 77' Talonen 21' (pen.) Saari |         | A. Le Coq Arena, Tallinn Toeschouwers: 300 Scheidsrechter: Lilach Asulin (ISR) |

|                         |         |            |          |                                                                                    |
| 19 september 2012 17:30 | Finland | 0 – 1      | Oekraïne | Sonerastadion, Helsinki Toeschouwers: 915 Scheidsrechter: Cristina Dorcioman (ROU) |
| 19 september 2012 17:30 |         | 71' Pekoer |          | Sonerastadion, Helsinki Toeschouwers: 915 Scheidsrechter: Cristina Dorcioman (ROU) |

|                         |             |       |           |                                                                                       |
| 19 september 2012 17:30 | Wit-Rusland | 1 – 0 | Slowakije | Spartakstadion, Mahiljow Toeschouwers: 1.000 Scheidsrechter: Sandra Braz Bastos (POR) |
| 19 september 2012 17:30 | Sjpak 54'   |       |           | Spartakstadion, Mahiljow Toeschouwers: 1.000 Scheidsrechter: Sandra Braz Bastos (POR) |

Groep 1 · Groep 2 · Groep 3 · Groep 4 · Groep 5 · Groep 6 · Groep 7